# Silvies
Silvies az Amerikai Egyesült Államok északnyugati részén, Oregon állam Grant megyéjében elhelyezkedő önkormányzat nélküli település.